# Adolf Noetzel

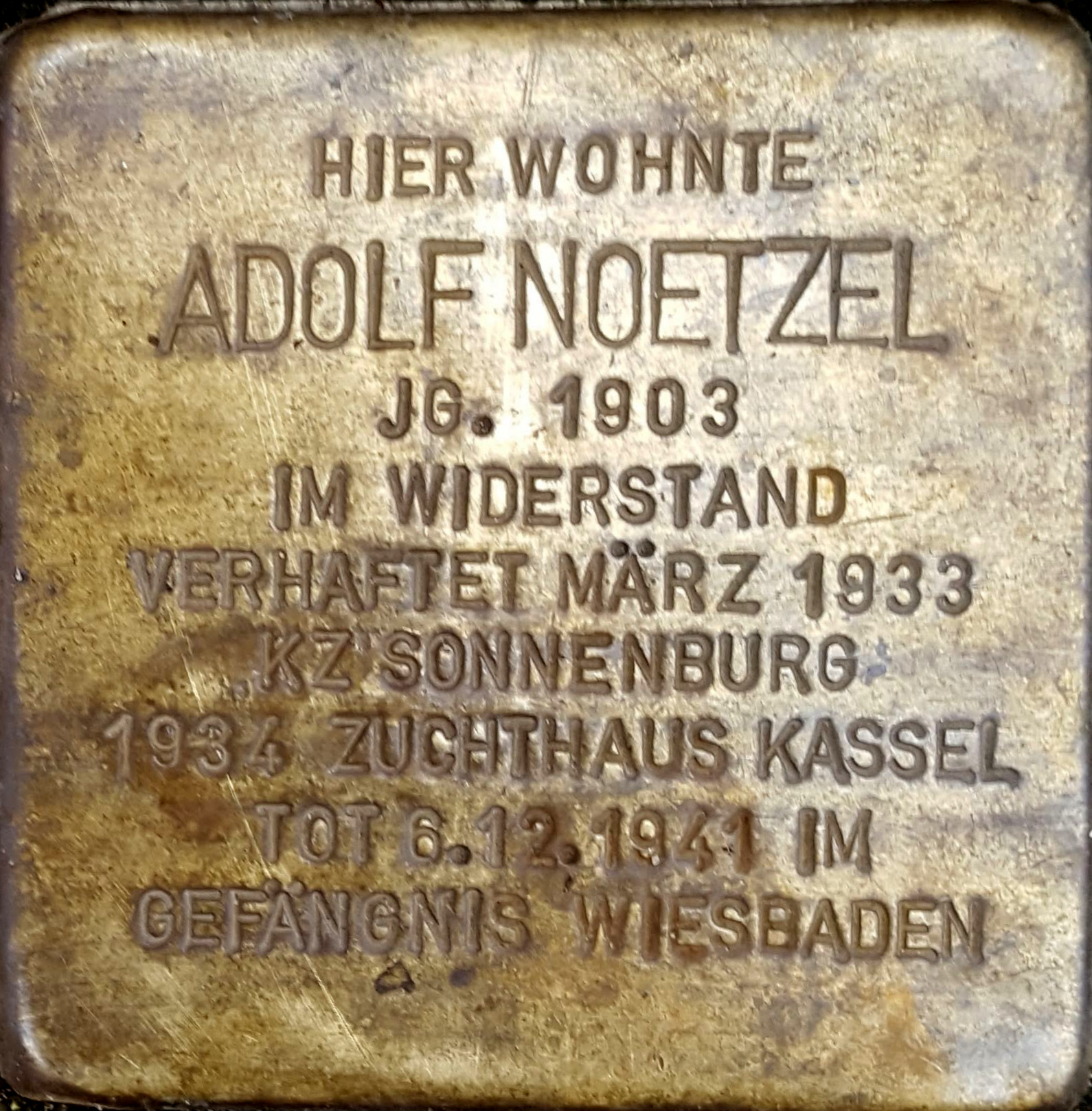
Stolperstein für Adolf Noetzel

Adolf Noetzel (geboren 1903; gestorben 8. Dezember 1941) war ein deutscher Kommunist und Künstler.
Adolf Noetzel war mit Gretel Noetzel verheiratet. Als Mitglieder der KPD gerieten sie ins Visier von 
Gestapo und 
SA. Adolf Noetzel wurde im März 1933 in „Schutzhaft“ genommen und verlor seine Arbeit als Reklamechef eines Kaufhauses in Wiesbaden. Vom Polizeigefängnis Wiesbaden kam er in das Konzentrationslager Sonnenburg. Er erkrankte dort an Tuberkulose. Gretel Noetzel wurde im Herbst 1933 verhaftet und ins Konzentrationslager Moringen verschleppt.
Im November 1941 wurden das Ehepaar Noetzel und einige Freunde, darunter 
Andreas und Anneliese Hoevel, als Mitglieder der Hoevel-Noetzel-Widerstandsgruppe verhaftet. Man warf ihnen das Abhören ausländischer Radiosendungen und das Verbreiten von Witzen gegen die Nazis vor. Adolf Noetzel, Andreas Hoevel und Anneliese Hoevel wurden zum Tode verurteilt und hingerichtet. Rudolf Steinwand überlebt und wurde später Minister für Berg- und Hüttenwesen in der DDR. Grete Noetzel überlebte und starb 1983 in Hessen.